# Erich Wied
Erich Wied (* 6. Februar 1923 in Münster am Neckar; † 28. September 1987 in Stuttgart) war ein deutscher Turner.

## Karriere
Erich Wied war der Zwillingsbruder des Turners Theo Wied. Sie absolvierten beide ein Jurastudium.
Als Angehöriger der Kriegsmarine erreichte er bei den Deutschen Turn- und Spielmeisterschaften 1942 in Nürnberg im Zwölfkampf Platz 7 und bei der Deutschen Turnmeisterschaften 1943 in Passau wurde er im Mehrkampf mit 188,8 Punkten Dritter.
Bei den Deutschen Turnmeisterschaften 1951 in Bochum wurde er deutscher Meister im Pferdsprung und mit einer Gesamtpunktzahl von 111,5  Achter in der Gesamtwertung. Er nahm wie auch sein Zwillingsbruder in den Jahren 1952 und 1956 an den Olympischen Spielen teil. Die Brüder waren auch bei der Südamerikareise der Deutschlandriege 1952 dabei. 1953 wurde er beim internationalen Jahn-Gedächtnisturnen auf der Berliner Waldbühne vor 12.000 Zuschauern Vierter. 1956 holten die beiden zusammen mit Werner Finkel, Heini Kurrle und Karl Schweizer in Stuttgart für die Turn- und Sportvereinigung Münster (TSV Münster, ehemals  TSVgg Stuttgart-Münster) den deutschen Mannschaftsmeistertitel im Kunstturnen.